# Ethniki Odos 4a
Die Ethniki Odos 4a  (griechisch Εθνική Οδός 4α ‚Nationalstraße 4a‘) ist eine teilweise noch im Ausbau befindliche Straßenverbindung in Griechenland.

## Verlauf
Die Straße beginnt im Norden in Mavrovouni (Μαυροβούνι) 12 km östlich von Edessa (Έδεσσα) und 2 km nördlich von Skydra (Σκύδρα) an der Straße Ethniki Odos 2 und führt nach Süden parallel zur Bahnstrecke Thessaloniki–Florina durch Kopanos (Κοπανός) und östlich an Naoussa vorbei an dessen Bahnhof entlang und durch Patrida (Πατρίδα) nach Veria (Βέροια). Dort endet sie an der Straße Ethniki Odos 4.